# Natsumi Hoshi
Natsumi Hoshi (japanisch: 星 奈津美, Hoshi Natsumi; * 21. August 1990 in Saitama, Japan) ist eine japanische Schwimmerin, welche sich auf 200-m-Schmetterling spezialisiert hat. In dieser Disziplin gewann sie 2015 den Weltmeistertitel und bei den Olympischen Spielen 2012 und 2016 jeweils die Bronzemedaille.   
Hoshi studiert Sportwissenschaften an der Waseda-Universität in Tokyo. 2006, traten Symptome von Morbus Basedow, eine Erkrankung die zu einer Überfunktion der Schilddrüse führt und Müdigkeit verursacht. Im November 2014 wurde ihre Schilddrüse entfernt. Ab Januar 2015 bestritt sie wieder Wettkämpfe. Anfang 2011 wurde sie von der Saitama Schwimming Federation zur besten Athletin des Jahres gekürt.